# Аламейн
Аламейн (на арабски: العلمين, произношение на стандартен арабски: Ал-Аламейн, на египетски арабски: Ел-Аламейн), по-известен като Ел-Аламейн, е град в Северен Египет на брега на Средиземно море.
Отстои на 106 км западно от Александрия и на 240 км северозападно от Кайро. Население – 7397 души (2007).
Градът се е използвал най-вече като нефтено пристанище, но подобно на другите градове от северния бряг на Египет, той се развива като курортен център за елитен туризъм.

## История
Аламейн играе важна роля в Северноафриканската кампания през Втората световна война. Тук се водят 2 значителни битки за надмощие в Северна Африка:
- в Първата битка при Аламейн (1 – 27 юли 1942) настъплението на войските от Силите на Оста към Александрия е притъпено от Съюзниците, когато германските танкове се опитват да преминат покрай съюзническите позиции с обходна маневра;
- във Втората битка при Аламейн (23 октомври – 4 ноември 1942) Съюзническите сили пречупват линията на Оста и изтласкват противника си чак до Тунис.

Уинстън Чърчил казва по този повод: „Това не е краят, нито дори началото на края, но това, струва ми се, е краят на началото.“